# 棠下站 (广州)
棠下站是广州地铁13号线的在建车站，位于中国广东省广州市天河区中山大道西科新路口东侧、BRT棠下村站和棠东站之间的地底。车站预计于2025年启用。

## 车站结构

### 车站楼层
棠下站为共设有三层，车站全长226.0m，标准段宽21.1m。其中车站地面为车站各出入口，周边为中山大道西、科新路、棠下村、BRT棠下村站、BRT棠东站、合生骏景广场及邻近建筑；地下一层为站厅，地下二层为车站设备层，地下三层为13号线站台。
| 地下一层 | 站厅     | 售票机、客服中心、警务室、商店、安检设施 |  |  |
| 地下二层 | 设备区   | 车站设备                                 |  |  |
| 地下三层 | 2 站台   | █13号线 朝阳方向（下站：天河公园）       |  |  |
|          | 岛式站台 |                                          |  |  |
|          | 1 站台   | █13号线 新沙方向（下站：車陂）           |  |  |

### 站厅
棠下站站厅設有自动售票機及智能客服中心。
收费区内设有专用电梯、多条扶手电梯及楼梯方便乘客前往月台。

### 月台
本站设有一个岛式月台，位中山大道西的地底。

### 出入口
棠下站将设有3个出入口供乘客进出。
|                                           |                                        |      |          |                  |
| 编号                                      | 设施                                   | 照片 | 出口指示 | 建议前往的目的地 |
| 出口                                      | 盲道标志 · 无障碍通道标志 · 升降机标志 |      |          |                  |
| 出口                                      | 盲道标志 · 扶手电梯标志                |      |          |                  |
| 出口                                      | 盲道标志 · 扶手电梯标志                |      |          |                  |
| 註： 設有 \| 設有 \| 設有 \| 設有扶手電梯 |                                        |      |          |                  |

## 历史
棠下站于2018年10月26日开始施工，2020年1月7日进入围护结构施工阶段，2022年9月26日实现主体结构封顶，2024年11月开始设备单机调试。2025年7月，本站实现“三权”移交。